# Apatania szczesnyorum
Apatania szczesnyorum là một loài Trichoptera trong họ Apataniidae. Chúng phân bố ở miền Cổ bắc.